# Оксид марганцю(VI)
Окси́д ма́рганцю(VI), ма́нган(VI) окси́д — неорганічна сполука, оксид складу MnO3. Являє собою темно-червону, хімічно нестійку рідину, яка розкладається при 50 °C. Оксид проявляє кислотні властивості.

## Отримання
Оксид марганцю(VI) отримують у вигляді пурпурно-червоної (фіолетової) пари, яка виділяється при розчиненні перманганату калію у концентрованій сульфатній кислоті (при нагріванні). Пара конденсується у темно-червону речовину.
{\displaystyle \mathrm {4KMnO_{4}+2H_{2}SO_{4}(conc.){\xrightarrow {t}}4MnO_{3}+2K_{2}SO_{4}+O_{2}+2H_{2}O} }

## Хімічні властивості
MnO3 є вкрай нестійкою речовиною. За температури вище 50 °C оксид розкладається на MnO2 та кисень:
{\displaystyle \mathrm {2MnO_{3}{\xrightarrow {50^{o}C}}MnO_{2}+O_{2}} }
Оксид марганцю є кислотним оксидом. Однак, при розчиненні у воді, з нього утворюється не манганатна кислота, а, внаслідок диспропорціонування, перманганатна:
{\displaystyle \mathrm {3MnO_{3}+H_{2}O\leftrightarrow 2HMnO_{4}+MnO_{2}} }
Він розчиняється у лугах з утворенням манганатів зеленого кольору:
{\displaystyle \mathrm {MnO_{3}+2KOH{\xrightarrow {}}K_{2}MnO_{4}+H_{2}O} }
При обробці хлоридною кислотою в етерному середовищі MnO3 відновлюється до зеленого MnCl3 або синього MnCl4.